# Shilovia rara
Shilovia rara är en tvåvingeart som beskrevs av Makarchenko 1989. Shilovia rara ingår i släktet Shilovia och familjen fjädermyggor.
Artens utbredningsområde är Tadzjikistan. Inga underarter finns listade i Catalogue of Life.